# TOLLIP
TOLLIP (англ. Toll interacting protein) – білок, який кодується однойменним геном, розташованим у людей на короткому плечі 11-ї хромосоми. Довжина поліпептидного ланцюга білка становить 274 амінокислот, а молекулярна маса — 30 282.
| 10         |  | 20         |  | 30         |  | 40         |  | 50         |
| ---------- |  | ---------- |  | ---------- |  | ---------- |  | ---------- |
| MATTVSTQRG |  | PVYIGELPQD |  | FLRITPTQQQ |  | RQVQLDAQAA |  | QQLQYGGAVG |
| TVGRLNITVV |  | QAKLAKNYGM |  | TRMDPYCRLR |  | LGYAVYETPT |  | AHNGAKNPRW |
| NKVIHCTVPP |  | GVDSFYLEIF |  | DERAFSMDDR |  | IAWTHITIPE |  | SLRQGKVEDK |
| WYSLSGRQGD |  | DKEGMINLVM |  | SYALLPAAMV |  | MPPQPVVLMP |  | TVYQQGVGYV |
| PITGMPAVCS |  | PGMVPVALPP |  | AAVNAQPRCS |  | EEDLKAIQDM |  | FPNMDQEVIR |
| SVLEAQRGNK |  | DAAINSLLQM |  | GEEP       |  |            |  |            |

A: Аланін

C: Цистеїн

D: Аспарагінова кислота

E: Глутамінова кислота

F: Фенілаланін

G: Гліцин

H: Гістидин

I: Ізолейцин

K: Лізин

L: Лейцин

M: Метіонін

N: Аспарагін

P: Пролін

Q: Глутамін

R: Аргінін

S: Серин

T: Треонін

V: Валін

W: Триптофан

Кодований геном білок за функцією належить до фосфопротеїнів. 
Задіяний у таких біологічних процесах, як імунітет, вроджений імунітет, запальна відповідь, автофагія, ацетилювання, альтернативний сплайсинг. 
Локалізований у цитоплазмі.